# 有明駅 (東京都)
有明駅（ありあけえき）は、東京都江東区有明三丁目にある、東京臨海新交通臨海線（ゆりかもめ）の駅である。駅番号はU 12。
りんかい線国際展示場駅に近く、りんかい線との乗換駅に指定されている。

## 歴史
- 1995年（平成7年）11月1日 - 終着駅として開業[1][2]。開業前の仮称は「国際展示場」だった[3]。
- 2006年（平成18年）3月27日 - 豊洲駅まで延伸開業し、途中駅となる[1]。定期券売り場が豊洲駅に移転する。

## 駅構造
島式ホーム2面3線を有する高架駅。2番線と3番線で線路を共有する。夜間滞泊の設定もある。

### のりば
| 番線 | 路線       | 行先     | 備考     |
| ---- | ---------- | -------- | -------- |
| 1    | ゆりかもめ | 豊洲方面 |          |
| 2    | ゆりかもめ | 豊洲方面 | 当駅始発 |
| 3    | ゆりかもめ | 新橋方面 | 当駅始発 |
| 4    | ゆりかもめ | 新橋方面 |          |

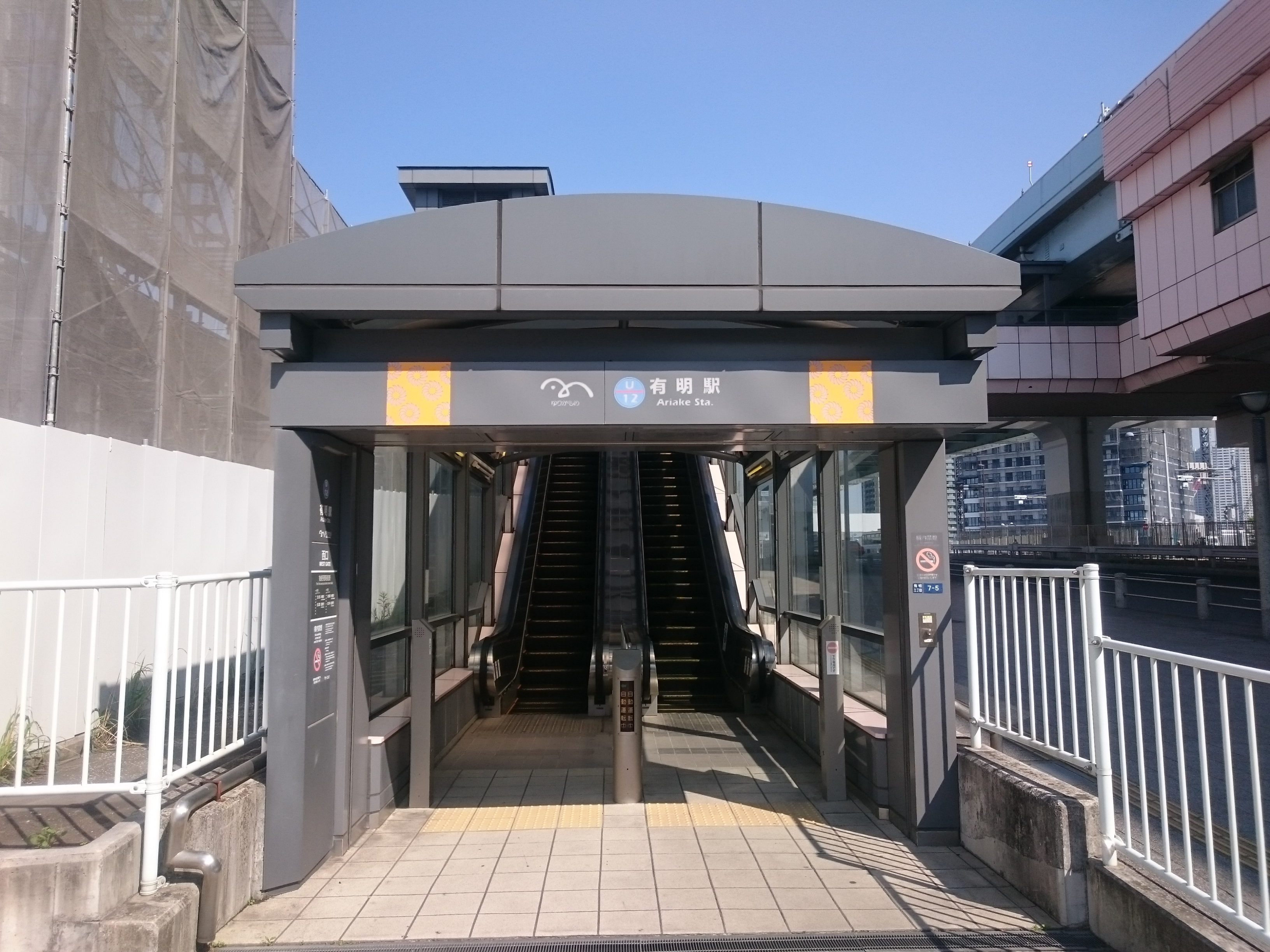
駅入口（2018年6月）
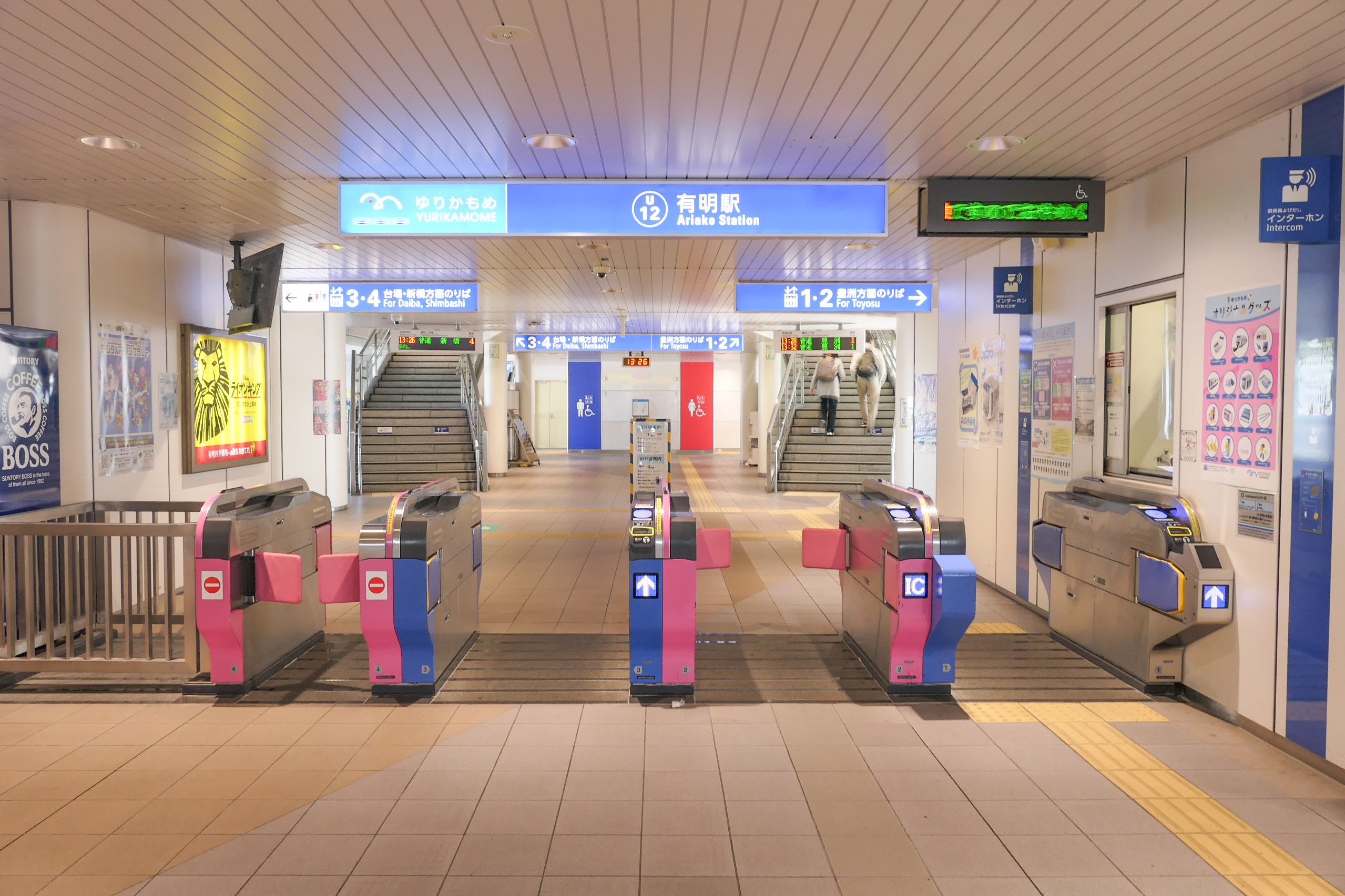
改札口（2018年5月）
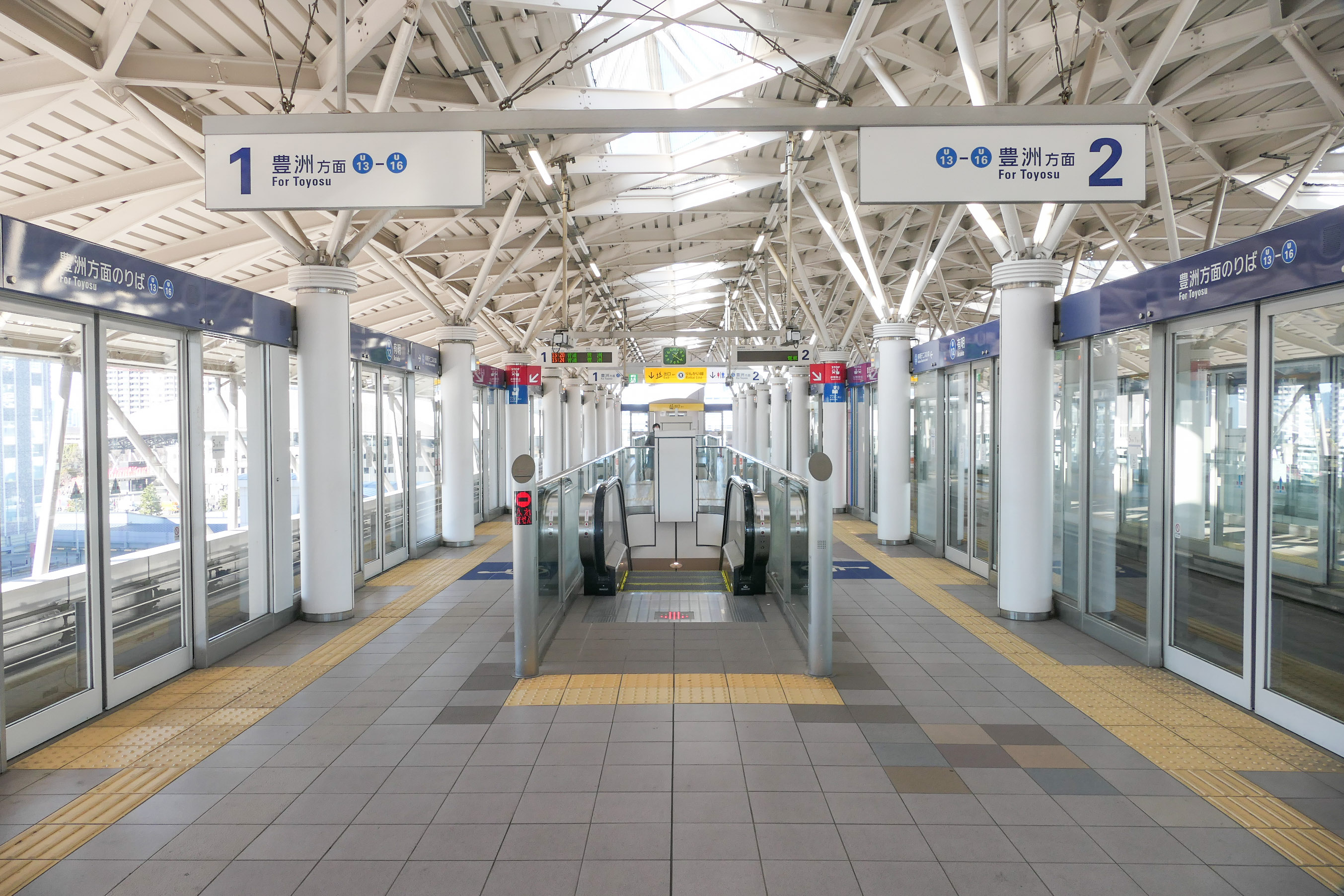
1・2番線 ホーム（2025年1月16日）
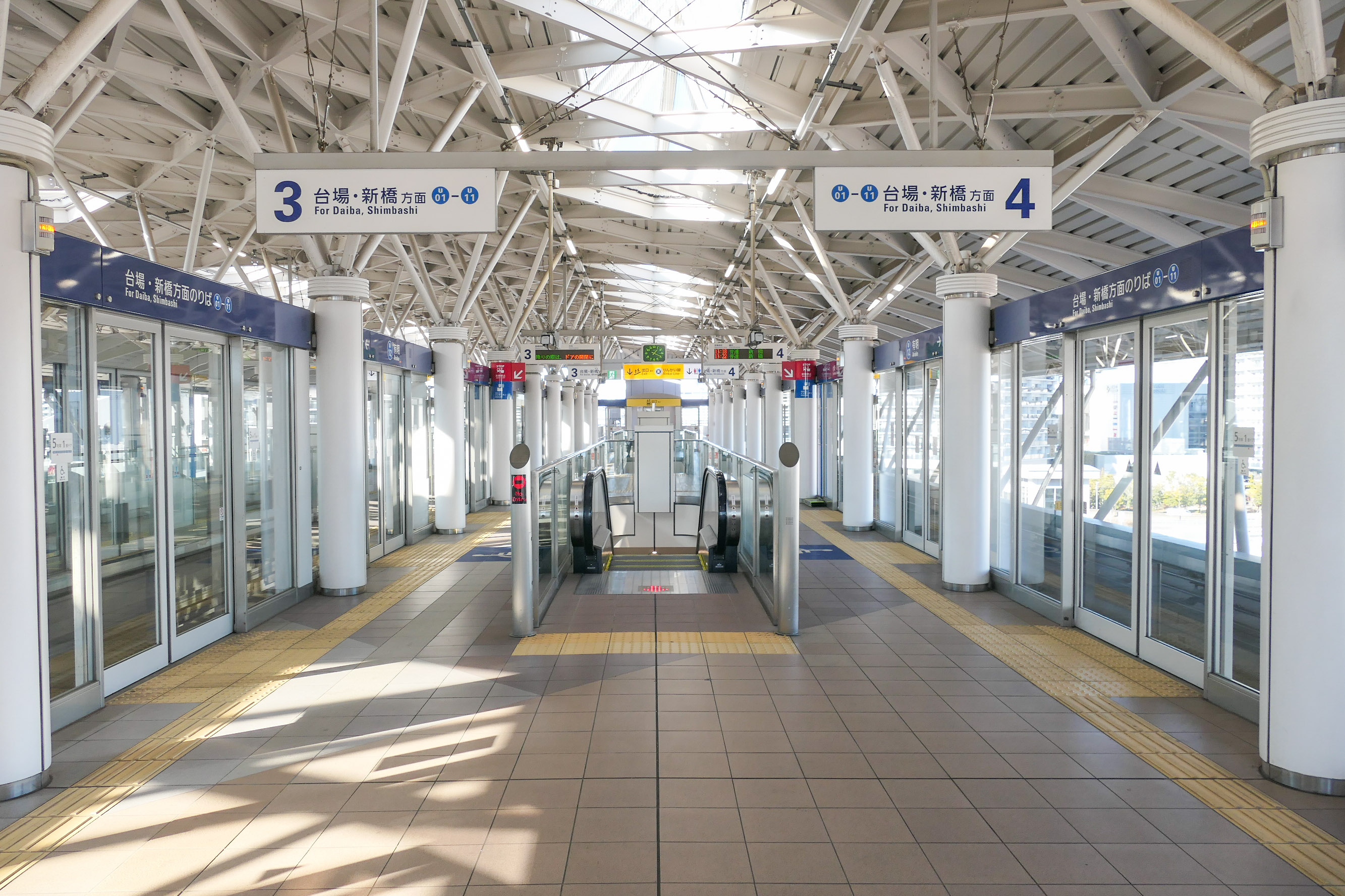
3・4番線 ホーム（2025年1月16日）
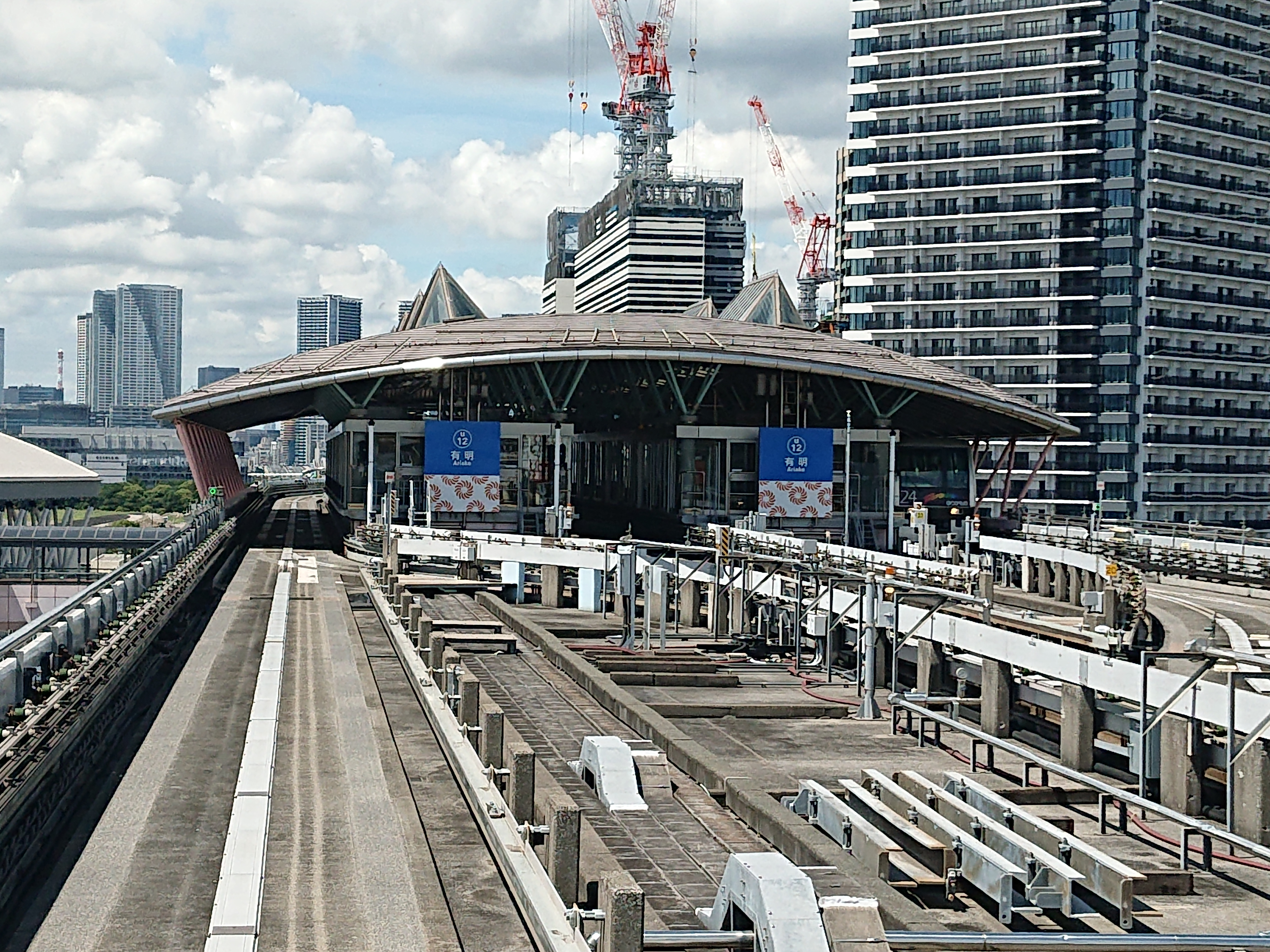
2面3線の構内（2019年8月）

## 利用状況
2023年度の一日平均乗車人員は 4,638人である。開業以来の一日平均乗車人員推移は下記の通り。
| 年度               | 乗車人員 | 出典     |
| ------------------ | -------- | -------- |
| 1995年（平成07年） | 2,579    | [ * 1 ]  |
| 1996年（平成08年） | 2,751    | [ * 2 ]  |
| 1997年（平成09年） | 2,175    | [ * 3 ]  |
| 1998年（平成10年） | 5,742    | [ * 4 ]  |
| 1999年（平成11年） | 2,016    | [ * 5 ]  |
| 2000年（平成12年） | 2,011    | [ * 6 ]  |
| 2001年（平成13年） | 1,825    | [ * 7 ]  |
| 2002年（平成14年） | 1,739    | [ * 8 ]  |
| 2003年（平成15年） | 1,451    | [ * 9 ]  |
| 2004年（平成16年） | 1,371    | [ * 10 ] |
| 2005年（平成17年） | 1,701    | [ * 11 ] |
| 2006年（平成18年） | 2,127    | [ * 12 ] |
| 2007年（平成19年） | 2,383    | [ * 13 ] |
| 2008年（平成20年） | 2,293    | [ * 14 ] |
| 2009年（平成21年） | 2,375    | [ * 15 ] |
| 2010年（平成22年） |          |          |
| 2018年（平成30年） | 3,052    | [ * 16 ] |
| 2019年（令和元年） | 2,991    | [ * 17 ] |
| 2020年（令和02年） |          |          |
| 2021年（令和03年） | 2,619    |          |
| 2022年（令和04年） | 3,819    |          |
| 2023年（令和05年） | 4,638    |          |

## 駅周辺
- りんかい線 国際展示場駅
- シンボルプロムナード公園
- 有明ガーデン
  - 東京ガーデンシアター
  - 有明四季劇場
- パナソニックセンター東京
- 有明テニスの森公園
  - 有明コロシアム
- がん研究会有明病院
- 東京臨海広域防災公園（そなエリア東京）

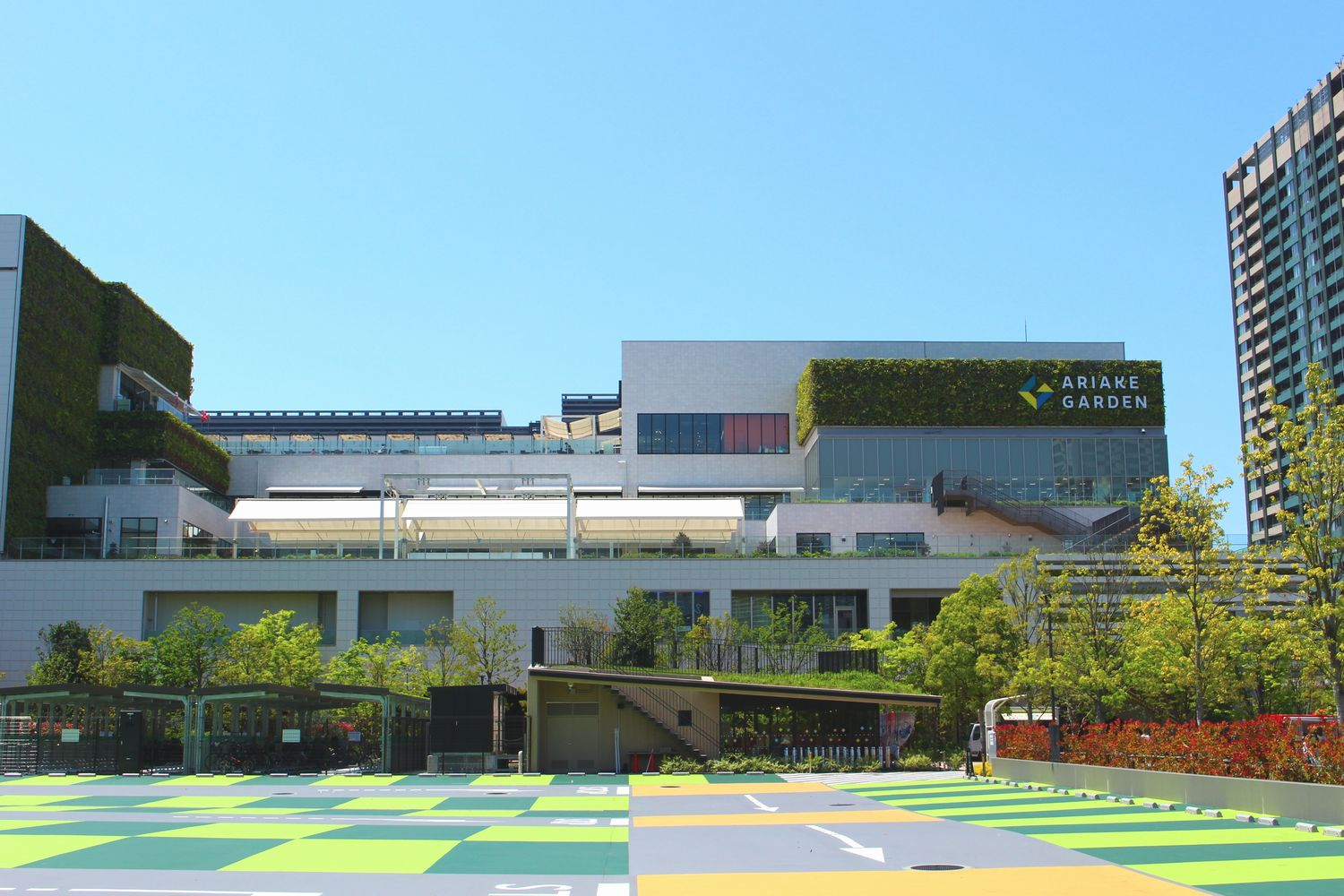
有明ガーデン

- 東京国際展示場（東京ビッグサイト） - 隣の東京ビッグサイト駅が至近だが、東展示棟へは当駅からも徒歩圏内である。
- 東京ベイ有明ワシントンホテル
- 相鉄グランドフレッサ東京ベイ有明
- ダブルツリーbyヒルトン東京有明
- 有明セントラルタワー

## バス路線
最寄りバス停留所は、国際展示場駅交通広場内の国際展示場駅前・国際展示場・国際展示場駅と、当駅南東の都道にある国際展示場駅入口およびがん研有明病院前である。また、東京ベイ有明ワシントンホテルには羽田空港行、成田空港行のリムジンバスが発着する。
国際展示場駅入口
- 都営バス
  - 門19系統[注 3]：門前仲町行 / 東京ビッグサイト行
  - 錦18系統：国際展示場駅前行 ※平日日中のみ

がん研有明病院前
- 都営バス
  - 門19系統[注 3]：門前仲町行 / 東京ビッグサイト行
  - 錦18系統：錦糸町駅前行 ※平日日中のみ

東京ベイ有明ワシントンホテル
- 羽田空港行（東京空港交通）
- 成田空港行（東京空港交通）

## 隣の駅
ゆりかもめ
 東京臨海新交通臨海線
東京ビッグサイト駅 (U 11) - 有明駅 (U 12) - 有明テニスの森駅 (U 13)